# Tělovýchovná jednota Sparta ČKD Praha 1978-1979
Questa voce raccoglie le informazioni riguardanti il Tělovýchovná jednota Sparta ČKD Praha nelle competizioni ufficiali della stagione 1978-1979.

## Stagione
Nella stagione 1978-79 lo Sparta Praga dà un forte segnale di ripresa: il campionato cecoslovacco viene concluso al quinto posto davanti ai rivali storici dello Slavia Praga (settimi).

## Calciomercato
Vengono acquistati Koubek che sostituisce Cepo (Tatran Prešov), Ščasný che va a rinforzare il reparto difensivo, Jarolím a centrocampo e Vankovic in attacco. Koubek è acquistato dal Kladno, mentre Ščasný e Jarolím provengono entrambi dal Dukla Praga

## Rosa
| N. |                           | Ruolo | Calciatore         |
| -- | ------------------------- | ----- | ------------------ |
|    | Cecoslovacchia (bandiera) | P     | Miroslav Koubek    |
|    | Cecoslovacchia (bandiera) | D     | Jaroslav Kotec     |
|    | Cecoslovacchia (bandiera) | D     | Miloš Beznoska     |
|    | Cecoslovacchia (bandiera) | D     | František Chovanek |
|    | Cecoslovacchia (bandiera) | D     | Zdeněk Ščasný      |
|    | Cecoslovacchia (bandiera) | C     | Tomáš Stranský     |

| N. |                           | Ruolo | Calciatore        |
| -- | ------------------------- | ----- | ----------------- |
|    | Cecoslovacchia (bandiera) | C     | Antonin Princ     |
|    | Cecoslovacchia (bandiera) | C     | Josef Jarolím     |
|    | Cecoslovacchia (bandiera) | A     | Vladimír Vankovic |
|    | Cecoslovacchia (bandiera) | A     | Václav Kotal      |
|    | Cecoslovacchia (bandiera) | A     | Petr Slany        |